# Raïon de Pinsk
Le raïon de Pinsk (en biélorusse : Пінскі раён, Pinski raïon ; en russe : Пинский район, Pinski raïon) est une subdivision de la voblast de Brest, en Biélorussie. Son centre administratif est la ville de Pinsk, qui est subordonnée à l'oblast et ne fait pas partie du raïon.

## Géographie
Le raïon couvre une superficie de 3 252,77 km2, dans le sud de la voblast. Le raïon de Pinsk est limité au nord par le raïon d'Ivatsevitchy et le raïon de Hantsavitchy, à l'est par le raïon de Louninets et le raïon de Stoline, au sud par l'Ukraine (oblast de Rivne) et à l'ouest par le raïon d'Ivanava.

## Histoire
Le raïon de Pinsk fut établi le 15 janvier 1940 comme subdivision de la nouvelle voblast de Pinsk, créée le 4 décembre 1939 sur le territoire de la partie orientale de la Pologne, annexée par l'Union soviétique. Après la suppression de la voblast de Pinsk, en 1954, il fut rattaché à la voblast de Brest.

## Population

### Démographie
Les résultats des recensements (*) montrent une diminution forte et régulière de la population du raïon, notamment au profit de la ville de Pinsk, qui n'en fait pas partie et dont la population a considérablement augmenté durant la même période.
| 1959*   | 1970*  | 1979*  | 1989*  | 1999*  | 2009*  |
| ------- | ------ | ------ | ------ | ------ | ------ |
| 100 227 | 96 015 | 84 620 | 71 717 | 62 160 | 51 997 |

### Nationalités
Selon les résultats du recensement de 2009, la population du raïon se composait de quatre nationalités principales :
- 92,24 % de Biélorusses ;
- 2,64 % de Russes ;
- 2,60 % d'Ukrainiens ;
- 1,62 % de Polonais.

### Langues
En 2009, la langue maternelle était le biélorusse pour 70,6 % des habitants du raïon de Pinsk et le russe pour 26 %. Le biélorusse était parlé à la maison par 39,5 % de la population et le russe par 57 %.